# Jiří Nečas

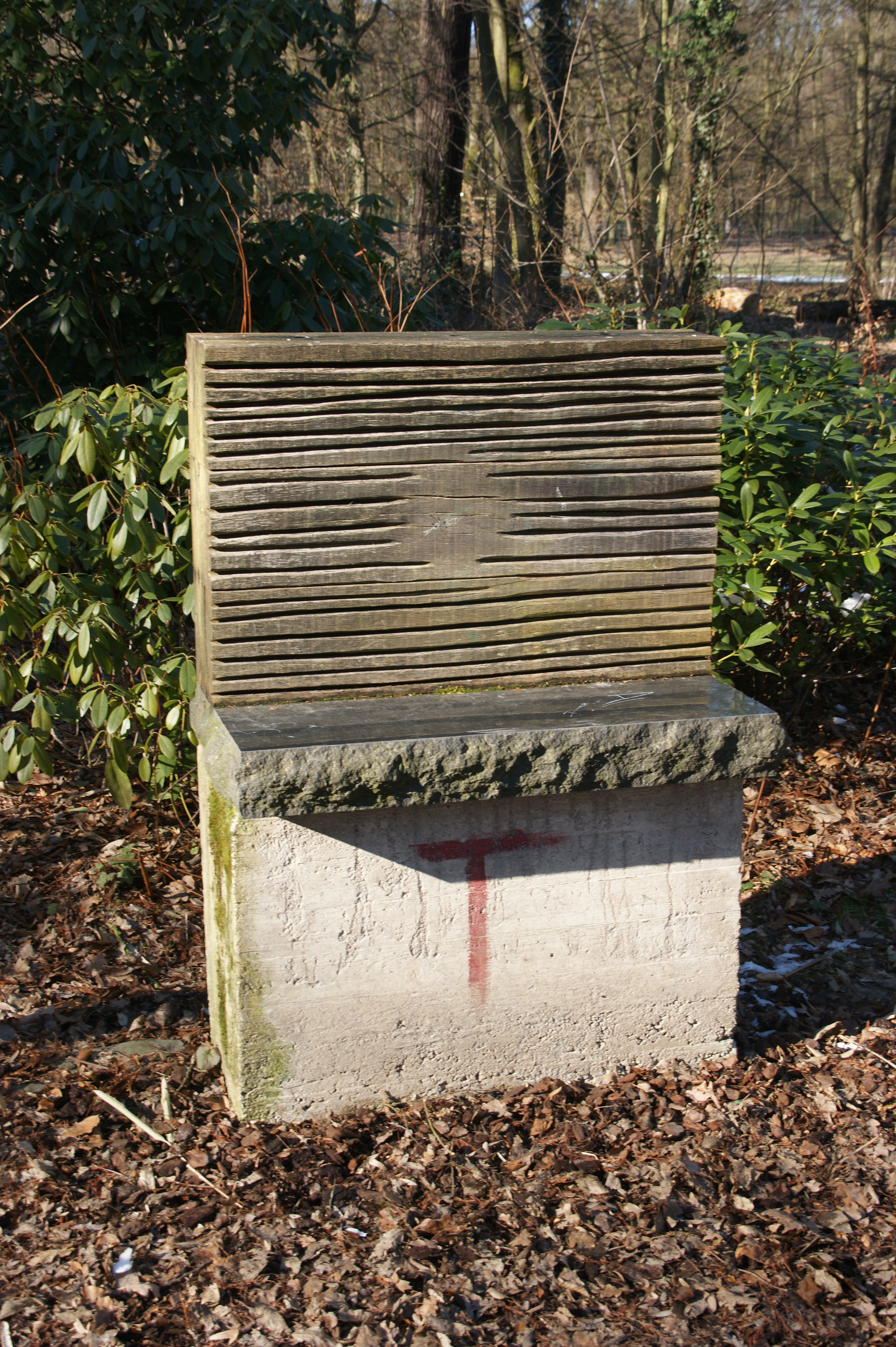
Lavička - "Studie materiálu", park na hradě Wissem v Troisdorfu, beton

Jiří Nečas (14. prosince 1929 Praha – 5. prosince 2002 Německo) byl český výtvarník, grafik, typograf, výtvarný pedagog a bohemista.

## Život
Po absolutoriu studia výtvarné výchovy a českého jazyka na Univerzitě Palackého v Olomouci (1974-1979) působil jako výtvarník a kurátor výstav galerie Źycie myszi v Poznani, kde v letech 1981-1996 vyučoval češtinu na univerzitě v Poznani, získal doktorát a založil tam katedru bohemistiky.
Roku 1997 odešel do Německa, kde žil v Porýní v St. Augustinu nedaleko Bonnu jako umělec na volné noze. Věnoval se vlastní výtvarné tvorbě, zejména kresbě, typografii a plastice. K jeho inspiraci patřila hudba 20. století. Od roku 2008 vyučoval výtvarnou výchovu na střední internátní výtvarné škole v Solling-Holzmindenu.  Rozvíjel kresbu jako znak symbol komunikace, katalog své výstavy z roku 2006 nazval Mezijazykové kresby / Interlingual Drawings / Zwischen Sprache Zeichend. Využíval svou grafiku pro didaktiku výtvarné výuky, za kterou jej roku 2008 ocenil předseda vlády státu Severní Porýní-Vestfálsko v soutěži Umělci se setkávají s dětmi a mladými lidmi (Künstlerinnen und Künstler begegnen Kindern und Jugendliche 2008).

## Dílo
- betonová skulptura - lavička - vytvořena v Troisdorfu na sochařském symppóziu v roce 1998, osazena v parku u hradu Wissem.
- Knížky a leporela - texty a znaky jako typografické hříčky, rytmické linie, které lze číst v tradičním slova smyslu, nebo jako Morseovku, nebo jen jako grafické znaky. Zkoumal číselnou symboliku a vztahy mezi geometrií, hudbou a kosmologií. Studoval starověkou čínskou filozofii, literaturu a umění jako inspiraci pro svou abstraktní grafiku.

## Díla ve veřejných sbírkách
- polská muzea a galerie: Poznań, Szczecin, Kórnik (Polsko)
- Muzeum Chrudim
- Moravská galerie v Brně
- německé galerie Bochum, Řezno, Bonn